# Apogonia adoretoides
Apogonia adoretoides är en skalbaggsart som beskrevs av Conrad Ritsema 1897. Apogonia adoretoides ingår i släktet Apogonia och familjen Melolonthidae. Inga underarter finns listade i Catalogue of Life.